# Úrsula Pruneda
Úrsula Pruneda Blum (Ciudad de México, 24 de marzo de 1971) es una actriz y directora de reparto mexicana. 

## Carrera
Cursó la carrera de actuación en el Núcleo de Estudios Teatrales y en el Centro Universitario de Teatro de la Universidad Nacional Autónoma de México. Su educación en el terreno del teatro y la actuación ha estado a cargo de maestros como Luis de Tavira, Raúl Quintanilla, José Caballero, Esther Seligson, Sandra Félix, Héctor Mendoza, Antonio Peñúñuri, entre otros.
Ha participado en diversos proyectos de videoarte con Alejandro Valle, Ximena Cuevas y Paulina de Paso.
Fue becaria ejecutante del Fondo Nacional para la Cultura y las Artes 2001-2002. Fue miembro de la Comisión de Selección para la Tercera Convocatoria 2010 de la Compañía Nacional de Teatro, programa bipartito entre el Instituto Nacional de Bellas Artes y el Fondo Nacional para la Cultura y las Artes.
Ha participado como jurado en diferentes festivales internacionales y nacionales de cine como el Festival Iberoamericano de Cine de Huelva 2010 y El festival Internacional del Nuevo Cine Mexicano en La Habana, Cuba en su emisión 2012 y el Festival Internacional de Cine de Guadalajara, México 2013 / Talent Campus.
Es directora de reparto en cine y televisión, colaborando en películas como La vida precoz y breve de Sabina Rivas de Luis Mandoki, El sueño de Lú de Hari Sama, Despertar el polvo de Hari Sama, entre otras películas así como distintos comerciales.
Es cofundadora, directora y programadora de Foro El Bicho, un espacio dedicado a difundir la escena del teatro y cine mexicano. 
Desde 2009 a la fecha es docente en el Centro Universitario de Teatro donde imparte el seminario "Teatro y Mito". También imparte talleres y laboratorios de actuación, casting y actuación frente a la cámara en la Universidad Autónoma de la Ciudad de México y en la Escuela Internacional de Cine y Televisión de San Antonio de los Baños en Cuba, Cinefilias y Foro El Bicho. 
Úrsula ha participado en películas, cortometrajes, obras de teatro, series de televisión, piezas de videoarte y telenovelas.

## Filmografía

### Largometrajes
- Ámbar (1994)
- Cuerpos de papel (1994 / 1997)
- Table Dance (1997)
- Fragmentos (2003)
- Sin ton ni Sonia (2003)
- Quemar las naves (2007)
- Abel (2010)
- Las buenas hierbas (2010)
- El sueño de Lú (2012)
- Viento aparte (2014)
- Un monstruo de mil cabezas (2015)
- Alex Winter (2017)
- Trigal (2022)

### Cortometrajes
- Cantante calva (1991)
- Sonríe (1997)
- Santa (1997)
- Perro Negro (2001)

### Series de televisión
- Háblame de amor (1999)
- Cuentos para solitarios (1999)
- Campeones de la vida (2006)
- Soy tu fan (2010)
- El encanto del águila (2011)
- Estado de gracia (2012)
- Todo va a estar bien (2021)
- Máscara contra caballero (2023)[3]
- Esta historia me suena (2023)[4]
- El doctor del pueblo (2023)[5]
- El precio de amarte (2024)[6]
- Cóyotl: Héroe y bestia (2025)[7]

### Obras de teatro
- Safari en Tepito, de Daniel Giménez Cacho.
- La velocidad del Zoom del Horizonte, dirigida por Martín Acosta.
- Un Charco Inútil, dirigida por Carlos Corona.
- Bosques de Wajdi Mouawad, dirigida por Hugo Arrevillaga Serrano.
- Casi un Pueblo, dirigida por José López Velarde.
- Encuentro de claridades, dirigida por Sandra Félix.
- La duda, de John Patrick Shanley.
- Polvo de mariposas, dirigida por Sandra Félix.
- La tempestad, dirigida por Antonio Castro.
- Música, dirigida por Raúl Quintanilla.
- La piel del cielo, dirigida por Alejandra Trigueros.
- Camille, dirigida por Antonio Castro.

## Premios
Recientemente ganó el premio Golden Globet Award a mejor actriz en la 15.ª edición del Festival Internacional de Cine de Shanghái (SIFF por sus siglas en inglés) en 2011, por el largometraje El sueño de Lú. Es la primera hispanoparlante que obtiene este premio.
Galardonada en el 2013 con el Ariel a la Mejor Actriz en la ceremonia de la Academia Mexicana de Cinematografía, en México, por su trabajo en El sueño de Lú.
También en 2013 recibió la Biznaga de Plata a la Mejor Actriz Latinoamericana en el Festival Internacional de cine de Málaga por su trabajo en El sueño de Lú.
Y el Golden Globet Award a Mejor Actriz en la 15.ª edición del Festival Internacional de Cine de Shanghái 2012 por El sueño de Lú.
Por su trabajo en El sueño de Lú, obtuvo una nominación al premio a la Mejor Actriz que otorga CANACINE.
También ha sido ganadora de la Diosa de Plata a la Mejor Actriz, PECIME 2011 por su trabajo en Las buenas hierbas. 
En 2010 obtuvo el Mayahuel como Mejor Actriz de Largometraje Mexicano en el Festival Internacional de Cine de Guadalajara. 
Así como el Marco Aurelio de Oro a la Mejor Actriz del Festival Internacional de Cine de Roma 2010 y las Alas a la Mejor Actriz del Festival Internacional de Cine del Amazonas 2010. Los tres premios por su trabajo en el largometraje Las buenas hierbas, de María Novaro. 
También por Las buenas hierbas, fue nominada al Ariel para la Mejor Actriz 2011.
En el 2011 Howard Feinstein la colocó en su lista de los mejores actores y actrices de cine del año, en la revista Filmmaker Magazine por su trabajo como actriz protagonista en El sueño de Lú, que recibió una Mención Especial del Jurado en el Festival Internacional de Cine de Morelia el mismo año.